# Manuel Angel Komnen Duka
Manuel II. (Angel) Komnen Duka (Μανουήλ Κομνηνός Δούκας,Manouēl Komnēnos Doukas) bio je srednjovjekovni grčki plemić, a znan je i kao Manuel Angel (Μανουήλ Ἄγγελος), jer je bio član dinastije Angela.
Nije nam poznato kada je točno rođen.
Njegov otac je bio Ivan Duka (sebastokrator), koji je imao barem jednu ženu, Zoe, ali je moguće da je imao još jednu suprugu, čije ime nije poznato. 
Bio je brat Teodora Komnena Duke (despot Epira), Mihaela I. Komnena Duke (despot Epira) i Konstantina Duke Komnena (despot).
Manuel je bio lord Pharsalea, Larise i Platámone. Teodor ga je učinio i despotom.
Nakon što je Teodor zarobljen od Bugara 1230., Manuel se proglasio „carem Soluna“, a bio je i lord Tesalije.
Oženio je Efimiju Srpsku i Mariju Bugarsku, kćer Ivana Asena II. i Ane. Moguće je da je imao kćer Helenu. Manuel se rastao od Marije te nije poznato koja je žena rodila Helenu.